# هافنینگ بای تروفایاخ
هافنینگ بای تروفایاخ (به آلمانی: Hafning bei Trofaiach) یک شهرستان در اتریش است که در تروفایخ واقع شده‌است. هافنینگ بای تروفایاخ ۷۶٫۳۴ کیلومتر مربع مساحت دارد ۶۸۵ متر بالاتر از سطح دریا واقع شده‌است.